# Liste der Naturdenkmale in Plütscheid
Die Liste der Naturdenkmale in Plütscheid nennt die im Gemeindegebiet von Plütscheid ausgewiesenen Naturdenkmale (Stand 13. April 2024).

## Naturdenkmale
| Nr.         | Bezeichnung                             | Lage                                             | Beschreibung            | Bild                                    |
| ----------- | --------------------------------------- | ------------------------------------------------ | ----------------------- | --------------------------------------- |
| ND-7232-392 | Fünf Eichen im Gemeindewald Ehlenz      | südlich des Ortes; Abteilung Heitscheid Lage     | Quercus sp., fünf Bäume | Direkt Bild zu diesem Denkmal hochladen |
| ND-7232-393 | Fünf Eichen im Gemeindewald Rittersdorf | südwestlich des Ortes; Abteilung Langenthal Lage | Quercus sp., fünf Bäume | Direkt Bild zu diesem Denkmal hochladen |